# Aglais sordida
Aglais sordida är en fjärilsart som beskrevs av Fritsch 1913. Aglais sordida ingår i släktet Aglais och familjen praktfjärilar. Inga underarter finns listade i Catalogue of Life.